# Al-Wahda SCC Abu Dhabi
|  | Aquest article tracta sobre el club de futbol dels Emirats Àrabs Units. Vegeu-ne altres significats a «Al-Wahda». |

L'Al-Wahda SCC Abu Dhabi (àrab: نادي الوحدة الرياضي و الثقافي, Nādī al-Waḥda ar-Riyāḍī aṯ-Ṯaqāfī, ‘Club Esportiu i Cultural de la Unitat’) és un club de futbol dels Emirats Àrabs Units de la ciutat d'Abu Dhabi.
El primer equip creat a Abu Dhabi va ser Al-Ahli el 1966, seguit respectivament per Al-Ittihad el 1968, Al-Falah i Al-Wahda el 1969. El 1974 va decidir el ministre de joventut i esport del país crear el club Abu Dhabi SC fusionant Al-Ittihad i Al-Wahda el 13 de març de 1974, i crear Al-Emirates SC fusionant Al-Ahli i Al-Falah el 3 de juny de 1974. El 1984, Abu Dhabi SC i Al-Emirates SC es van fusionar amb crear Al-Wahda FC.

## Palmarès
- Lliga dels Emirats Àrabs Units de futbol:[2]
  - 1998–99, 2000–01, 2004–05, 2009–10
- Copa del President dels Emirats Àrabs Units de futbol:[3]
  - 1999–2000, 2016–17
- Copa de la Lliga dels Emirats Àrabs Units de futbol:[3]
  - 2015–16, 2017–18
- Supercopa dels Emirats Àrabs Units de futbol:[3]
  - 2002, 2011, 2017, 2018
- Copa Federació dels Emirats Àrabs Units de futbol:[3]
  - 1986, 1995, 2001
- Segona Divisió dels Emirats Àrabs Units:
  - 1976–77, 1984–85

## Jugadors destacats
- Younis Mahmoud
- Ali Salah Hashim
- Oluwasegun Abiodun
- Kalusha Bwalya
- Abdulraheem Jumaa
- Ismail Matar
- Fahad Masood
- Javad Nekounam
- Hany Ramzy
- Nadir Lamyaghri
- Fawzi Ruwaisi
- Slavisa Mitrovic
- Alecsandro
- Paulo Sergio
- Mohammad Conti
- Pori Lah
- Phil Masinga